# Bracht (Gummersbach)
Bracht ist ein Ortsteil von Gummersbach im Oberbergischen Kreis im südlichen Nordrhein-Westfalen, Deutschland.

## Geographie
Der Ort liegt mit fast 15 km Distanz weiter vom Stadtzentrum entfernt als jeder andere Ortsteil. Er befindet sich im äußersten Nordosten der Stadtgemeinde, wird von der A 45 (E 41) überquert und ist mit dem Auto erreichbar über die Bundesstraße 54.

## Geschichte
1542 wurde der Ort erstmals urkundlich erwähnt mit der Nennung eines Johan op der Bracht in den Türkensteuerlisten.

## Verkehr
Der Ort wird nicht unmittelbar vom ÖPNV tangiert; die nächstgelegene Haltestelle (Piene) erreicht man nach etwa zwei Kilometern Fußweg. Diese wird über die Buslinie 318 (Gummersbach - (Niedernhagen -) Lieberhausen / Piene / Pernze) angeschlossen.